# Colores paniraníes
Los colores paniraníes, verde, blanco y rojo, son aquellos utilizados en las banderas de países y provincias habitadas por los pueblos iranios. La bandera original era la tricolor del Imperio persa bajo la dinastía Qajar y, más tarde, bajo la dinastía Pahlavi.

## Banderas modernas

### Países

Bandera de Irán
Bandera de Tayikistán

### Entidades y provincias autónomas

Bandera de Kurdistán
Bandera de Chechenia

## Banderas antiguas

Última bandera del Irán imperial 1964-1979
Última bandera de República Socialista Soviética de Tayikistán 1953-1991.
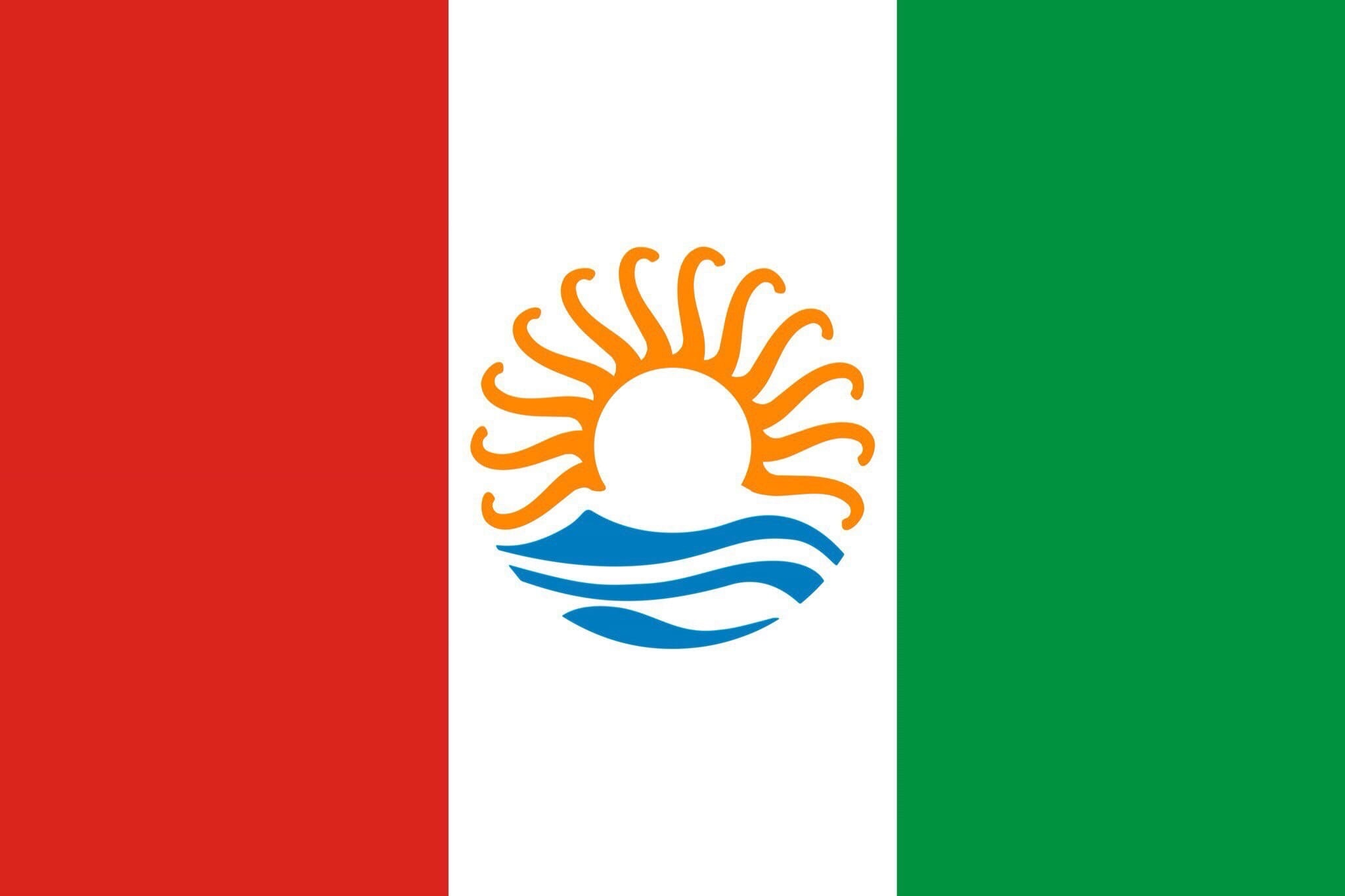
Bandera de la República Autónoma de Talish-Mughan 1993.
Azerbaiyán del Sur 1945-1946.
República de Ararat 1927-1930
Reino de Kurdistán 1922-1924

## Otras banderas (colores diferentes)
Banderas de naciones indo-iraníes que, por diferentes motivos no contienen los colores pan-iraníes.

### Países, estados y provincias modernos

Bandera de Afganistán
Bandera de Balochistán, Pakistán
Bandera de Jaiber Pajtunjuá, Pakistan
Bandera de Osetia del Norte-Alaniae
Bandera de Osetia del Sur

### Países desaparecidos

República Popular Soviética de Bujará 1920-1925
República Soviética Socialista de Corasmia 1920-1923
República Socialista Soviética de Persia 1920-1921
Emirato de Során 1816-1835
Estado principesco de Kalat 1638-1955
Imperio Mogol 1526-1858